# Ultus Álvarez
Ultus Álvarez Suárez (Cumanáyagua, 2 de mayo de 1933 – Miami, 6 de agosto de 2010) fue un beisbolista cubano que durante 13 temporadas jugó en las Ligas Menores de Béisbol.

## Biografía
Álvarez debutó en el Cienfuegos en la década de los 50, dejando la liga con 10 home runs en 1955–1956.
Álvarez jugó en las ligas menores de 1952 a 1964. Comenzando su carrera con 19 años, militó en los equipos de los Brooklyn Dodgers (1952-1953), los Cincinnati Reds (1955-1961), los Cleveland Indians (1962) y los Minnesota Twins (1964). En 1963, jugó en la Liga Mexicana. Formó parte del equipo All-Star Southern Association de 1959, promediando .297 con 15 home runs y 87 RBI en 132 partidos con los Nashville Volunteers.